# Office national des hydrocarbures et des mines
L’Office national des hydrocarbures et des mines (ONHYM) du Maroc a été créé le 17 août 2005 afin de contribuer au développement économique en développant les ressources naturelles pétrolières et minières (hormis les phosphates) du Maroc.

## Description
L'ONHYM est une institution publique autonome financièrement indépendante.
La stratégie de l'ONHYM se concentre sur des axes principaux : augmentation du niveau du pétrole[pas clair] et de l'exploration minière au Maroc, renforcement et ouverture sur le marché mondial et le développement de partenariats avec des investisseurs étrangers comme partie intégrante de la politique de l'ONHYM de promotion du pétrole et de la richesse minérale du pays.
Sa directrice générale est, depuis 2003, Amina Benkhadra.

## Historique
L’Office national des hydrocarbures et des mines (ONHYM) est né le 17 août 2005 de la fusion du Bureau de recherches et de participations minières (BRPM) et de l’Office national de recherche et d’exploitations pétrolières (ONAREP).